# 越谷市立総合体育館
越谷市立総合体育館（こしがやしりつ そうごうたいいくかん）は、埼玉県越谷市増林にある屋内スポーツ施設である。越谷市立総合公園内に位置する。

## 概要
1987年9月に完工した。一般利用は同年10月より。
市内スポーツの拠点として使用されることはもとより、国際試合などにも使用されている。
2006年4月より指定管理者として、公益財団法人越谷市施設管理公社が管理運営に当たっている。平成23年度（2011年度）の利用者数は、33万人を超える。

## 施設
- 第一体育室
  - 面積 2,560m²（64m×40m）
  - 利用可能数 - バレーボール 4面、バスケットボール 3面、バドミントン 12面、卓球台 40台など
- 第二体育室
  - 面積 1,094.45m²（37.1m×29.5m）
  - 利用可能数 - バレーボール 2面、バスケットボール 2面、バドミントン 6面、卓球台 20台など
- 武道場
  - 面積 1,155.75m²（33.5m×34.5m）
- トレーニングルーム
- 会議室

## 主な大会・イベント
- 1987年9月6日の開館日に記念イベントとして、女子バレーボールのダイエー対イトーヨーカドー戦が行われ、翌々日の8日には女子バレーボール日米対抗が行われた[6]。
- 同年9月27日には、日豪対抗バスケットボール大会が行われた[7]
- 2004年10月の第59回国民体育大会ではバレーボール競技成人男子6人制種目が行われた。
- V・プレミアリーグ所属武富士バンブー（2009年5月廃部）のホームゲームが開催されていた[8]。
- 2010年の埼玉インターハイでは、剣道競技の会場として使用された。
- 2011年6月にバレーボール・ワールドリーグが開催される予定であったが、東日本大震災の影響で開催中止となった[9]。
- 2014年6月に、バレーボール・ワールドリーグが開催された[10]。
- B.LEAGUE・越谷アルファーズのホームゲームが開催されている[11]。

## 近隣のスポーツ施設
- 越谷市民球場
- 越谷総合公園庭球場
- 越谷総合公園多目的運動場

## アクセス
- 東武スカイツリーライン越谷駅または新越谷駅・JR武蔵野線南越谷駅からバスで「総合体育館前」下車[1]。
- Bリーグなどの大規模イベント開催時には臨時バスが運行される。

## 参考
- 広報こしがや 1987年9月1日号 4-5面